# Soupiska české fotbalové reprezentace na Mistrovství Evropy 1996
Česká fotbalová reprezentace získala na Mistrovství Evropy v roce 1996 v Anglii stříbrnou medaili, když prohrála ve finále s Německem 2:1 po prodloužení.
| Brankáři  | Petr Kouba      | AC Sparta Praha      |
|           | Pavel Srniček   | Newcastle United FC  |
|           | Ladislav Maier  | FC Slovan Liberec    |
| Obránci   | Miroslav Kadlec | 1. FC Kaiserslautern |
|           | Karel Rada      | SK Sigma Olomouc     |
|           | Martin Kotůlek  | SK Sigma Olomouc     |
|           | Jan Suchopárek  | SK Slavia Praha      |
|           | Luboš Kubík     | FC Petra Drnovice    |
|           | Michal Horňák   | AC Sparta Praha      |
| Záložníci | Radoslav Látal  | FC Schalke 04        |
|           | Jiří Němec      | FC Schalke 04        |
|           | Radek Bejbl     | SK Slavia Praha      |
|           | Martin Frýdek   | AC Sparta Praha      |
|           | Pavel Nedvěd    | AC Sparta Praha      |
|           | Karel Poborský  | SK Slavia Praha      |
|           | Václav Němeček  | FC Servette Ženeva   |
|           | Patrik Berger   | Borussia Dortmund    |
|           | Pavel Novotný   | SK Slavia Praha      |
| Útočníci  | Radek Drulák    | FC Petra Drnovice    |
|           | Pavel Kuka      | 1. FC Kaiserslautern |
|           | Vladimír Šmicer | SK Slavia Praha      |
|           | Milan Kerbr     | SK Sigma Olomouc     |
| Trenér    | Dušan Uhrin     |                      |